# Pirinejski dimak
Pirinejski dimak (lat. Crepis pyrenaica), vrsta glavočike iz Europe (Austrija, Francuska, Njemačka, Švicarska, Italija, Španjolska). Raste i u Hrvatskoj gdje se kao ugrožena nalazi na popisu strogo zaštićenih vrsta.

## Sinonimi
- Catonia blattarioides Cass.
- Catonia sagittata Moench
- Crepis amplexicaulis Schur
- Crepis austriaca Jacq.
- Crepis blattarifolia St.-Lag.
- Crepis blattarioides Vill.
- Crepis foliosa Dulac
- Crepis sibirica Gouan
- Hapalostephium austriacum Sweet
- Hapalostephium pilosum D.Don ex G.Don
- Hapalostephium pyrenaicum D.Don
- Hapalostephium spinulosum G.Don
- Hieracium aristatum Vitman
- Hieracium austriacum (Jacq.) Hoffm.
- Hieracium blattarioides L.
- Hieracium bracteatum Vuk.
- Hieracium conyzifolium Roth
- Hieracium costae Scheele
- Hieracium crinitum Fries ex Willk. & Lange
- Hieracium denudatum Lapeyr.
- Hieracium picridoides E.H.L.Krause
- Hieracium pilosum Willd. ex Steud.
- Hieracium pyrenaicum L.
- Hieracium turbinatum (Lapeyr.) Steud.
- Hieracium turbinatum Spreng.
- Hieracium valdepilosum Fr.
- Lepicaune blattarioides Fourr.
- Lepicaune multicaulis Lapeyr.
- Lepicaune turbinata Lapeyr.
- Picris pyrenaica L.
- Soyeria blattarioides Monnier
- Soyeria pyrenaica Sch.Bip.